# Тираспольский укрепрайон
 82-й укреплённый район — Тираспольский — воинская часть в РККА Вооружённых Силах СССР до и во время Великой Отечественной войны.

## Подчинение
- 6-й стрелковый корпус Украинского военного округа (24.04.1931-17.05.1935)
- 6-й стрелковый корпус Киевского военного округа (17.05.1935-26.07.1938)
- 6-й стрелковый корпус Одесской армейской группы Киевского Особого военного округа (26.07.1938-12.10.1939)
- Одесский военный округ (12.10.1939-20.06.1940)
- 9-я армия Южного фронта (20.06-10.07.1940);
- Одесский военный округ (10.07.1940-22.06.1941)
- 9-я отдельная армия (22-24.06.1941)
- 9-я отдельная армия Южного фронта (24.06.1941-…)

## Командование
Коменданты Тираспольского укрепрайона:
неизвестно — 1936: Тарасенко
1936—1937: Труханов Николай Федорович
1937—1938: комдив Егоров, Евгений Арсентьевич (1891-15.06.1950).
неизвестно — 1940: майор Прасолов, Роман Тимофеевич (1904 г.р., Курская обл., Ястребовский р-н, с. Бараново, в КА с 1926 г.), ВРИД коменданта Тираспольского укрепрайона.
9 сентября 1939 — 8 августа 1941: полковник Коченов, Григорий Матвеевич (27.11 1895-30.06.1985)

## Состав

### На 1931 год
- Управление УР:
  - комендант
  - заместитель коменданта по политической части

- Управление начальника инженеров укрепрайона:
  - начальник инженеров
  - помощник по технической части

### На январь 1939 года
- Управление УР
- Управление начальника инженеров

- 64-й пулемётный батальон:
  - штаб батальона
  - 1-я, 2, 3-я линейные пулемётные роты (пульроты)

- 72-й пулемётный батальон:
  - штаб батальона
  - 1, 2, 3-я линейные пульроты

- 76-й отдельный артиллерийский дивизион (ардивизион):
  - штаб дивизиона
  - 1-я батареи 76-мм пушек
  - 2-я батарея 107-мм пушек
  - 3-я батарея 155-мм пушек французского образца

- 181-я отдельная рота связи

(4 "Докладная записка заместителя наркома НКВД Украины Б. З. Кобулова)

### На 1 августа 1939 года
- Управление УР
- Управление начальника инженеров
- Три стрелковых полка 51-й стрелковой дивизии Уровской организации
- 76-й артдивизион,
- рота ПХО (противохимической обороны)
- девять отдельных взводов капонирной артиллерии,
- три кадра к отдельному пулемётным батальонам
- два конных взвода
- склад боеприпасов
- два отдельных взвода капонирной артиллерии

### На22 июня1941 года
- управление
- … пулемётные батальоны
- 150-й отдельный батальон связи
- 138-й отдельный саперный батальон
- 125-я отдельная автотранспортная рота
- 89-й полевой автохлебозавод

## Служба и боевая деятельность

### 1931 год
6-й ск (15, 51, 95-я сд) входил в состав Украинского ВО. Дислоцировался на территории Одесского района (см. Одесский округ). Управление корпуса находилось в г. Одесса (см. Одесский округ). Корпус охранял западную сухопутную советско-румынскую границу и черноморское побережье СССР.
51-я Перекопская стрелковая дивизия дислоцировалась в г. Одессе (управление, 151-й сп, 153-й сп, 51-й артиллерийский полк, 51-й конный эскадрон, 51-я рота связи, 51-я сапёрная рота), а 152-й сп в г. Тирасполь, столице МАССР УССР (см. Молдавская Автономная Советская Социалистическая Республика).
24 апреля 1931 года издана директива о начале строительства Коростеньского, Летичевского, Могилев-Подольского (Могилев-Ямпольского), Рыбницкого и Тираспольского укреплённых районов.

### 1935 год
17 мая Украинский военный округ разделён на Киевский военный округ и Харьковский военный округ. Войска КиевВО дислоцировались на территории Винницкой, Киевской, Одесской, Черниговской областей и Молдавской АССР УССР (1 — с.86). В состав КВО вошли 6-й ск и Тираспольский укреплённый район.

### 1937 год
В 1937 г. на линии советской государственной границы насчитывалось тринадцать укрепленных районов, из них в Молдавии на советско-румынской границе — Рыбницкий УР и Тираспольский УР.

### 1938 год
В 1938 г. на оборудование и эксплуатацию сооружений было отпущено 2 млн руб. с титульным назначением.(4 «Докладная записка заместителя наркома НКВД Украины Б. З. Кобулова)
26 июля 1938 Главный Военный совет Красной Армии Киевский военный округ преобразовал в Киевский Особый военный округ и создал в округе армейские группы. Тираспольский укреплённый район вошёл в состав Одесской армейской группы (1-с.112-113).
15 августа приказом Народного комиссара обороны СССР № 009 Рыбницкий и Тираспольский укреплённые районы, располагавшиеся по р. Днестр, были подчинены командирам 99-й сд и 51-й, должности их комендантов и штабы упразднялись.

### 1939 год
В январе 1939 года дано заместитель наркома НКВД Украины Б. З. Кобулов написал докладную записку о техническом состоянии Тираспольского укрепрайона. В этой записке отмечено:
„План дооборудовании укреплённого района, утвержденный Военным советом KOBO, на январь 1939 выполнен в следующем виде:
— по размещению и оборудованию внутри ДОТ — на 65 %;
— по маскировке и постройке железобетонных двориков — на 60 %.
Невыполнение плана дооборудования Тираспольского укрепленною района объясняется тем, что район своевременно не был обеспечен со стороны инженерных войск KOBO железом, цементом, лесом, оборудованием и т. д., и тем, что оборудование УР срывалось участником военно-фашистского заговора Барабашевым, начальником инженеров УР (арестован).
При существующем положении первые 4 дня мобилизации границу в 300 км по фронту будут прикрывать в сооружениях укреплённого района военнослужащие района (2 пулемётных батальона), пограничники (41 застава) и в/ч 4886 (2 стрелковых батальона), что ни в коем случае не допустимо.“

#### 1 августа
6-й ск (15-я, 51-я, 95-я сд) входил в состав Киевского ОВО с управлением корпуса в городе Одесса, областном центре (см. Одесская область).
С 1 августа по 1 декабря 1939 года командование Красной Армии планировало провести в Тираспольском укрепрайоне следующие мероприятия:
- Перевести три стрелковых полка 51-й стрелковой дивизии на УРовскую организацию, штат 9/821, кол-во л/с 438 чел.
- Сохранить в составе УРа: Управление начальника инженеров, 76-й артдивизион, девять отдельных взводов капонирной артиллерии, три кадра к отдельному пулемётному батальону, роту ПХО (противохимической обороны), два конных взвода и склад боеприпасов.
- Сформировать два отдельных взвода капонирной артиллерии, штат 9/913, кол-во л/с 22 чел.
- Обратить 64-й отдельный пулемётный батальон на укомплектование пулемётных батальонов стрелковых полков 51-й сд, 479 чел.

### 1940 год
10 июня в 11.20-11.30 начальник Генштаба РККА направил командующему войсками Одесского ВО директиву № ОУ/583, согласно которой требовалось походным порядком сосредоточить в новые районы части и Управление штаба 9-й армии, выделяемое округом — село Гросулово к утру 15 июня. Войска Тираспольского укрепрайона оставались на своих местах.
20 июня в 21.40 командующий войсками КиевОВО генерал армии Г. К. Жуков получил директиву наркома обороны СССР и начальника Генштаба № 101396/СС. Командование Красной Армии приказывало приступить к сосредоточению войск и быть готовым к 22 часам 24 июня к решительному наступлению с целью разгромить румынскую армию и занять Бессарабию. Для управления войсками из состава Управления Киевского Особого Военного Округа выделяется управление Южного фронта. Командующим войсками фронта назначается командующий войсками КиевОВО генерал армии Жуков, Георгий Константинович, штаб фронта в г. Проскуров. Из войск Одесского ВО и войск, прибывших из других округов, формировалась 9-я армия (командующий: генерал-лейтенант Болдин И. В., заместитель командующего: генерал-лейтенант Козлов Д. Т.), штаб армии в Гросулово 35 км к северо-востоку от г. Тирасполь (ныне Великая Михайловка).
24 июня в 10.45 командующий войсками 9-й армией доложил штабу Южного фронта план „учений“ 55-го стрелкового корпуса:
- Севернее Днестровского лимана в нижнем течении Днестра на фронте село Ясски — село Маяки надо сосредоточить сводный стрелково-пулемётный полк Тираспольского укреплённого района и сводный артиллерийский полк Одесского артиллерийского училища, которые должны были форсировать реку и наступать на село Коркмазы и село Хан-Кишло, отвлекая на себя противника от города Аккермана (ныне город Белгород-Днестровский.
- На левом фланге корпуса 25-я сд высаживает морской десант на мыс правого берега Цареградского гирла Днестровского лимана. После того, как десант захватит плацдармы, должны переправляться через Бугазский маяк главные силы дивизии.
- На правом фланге корпуса 74-я сд высаживает речной десант в количестве двух сокращённых стрелковых батальонов через реку Днестр с целью захвата правого берега лимана севернее г. Аккерман. Батальоны переправляются на рыбацких баркасах, на некоторых из них представляется возможным установка для стрельбы на ходу из противотанковых и противоартиллерийских орудий. Для выполнения этой задачи каждый стрелковый батальон намечается усилить 4 противотанковыми пушками и двумя полковыми. Главные силы 74-й сд, так же как и главные силы 25-й сд, переправляются по понтонному мосту через Цареградское гирло Днестровского лимана, для чего сосредотачиваются два понтонных батальона.
- Вся операция по захвату правого берега реки и переправы по понтонному мосту обеспечивается артиллерией, авиацией и артиллерией морских судов Черноморского флота.

Учебный поход войск ОдВО, начавшийся для сосредоточения войск в исходных для наступления районах, как планировалось, 24 июня не завершился.
27 июня командиры корпусов и дивизий проработали на местности с командирами полков, батальонов и рот вопросы занятия исходного положения, организации предстоящего наступления, взаимодействия родов войск, управления, связи, устройства тыла и действий на ближайший этап операции.

#### 28 июня. Поход в Бессарабию
В 6:30 в Москву поступила сводка штаба 9-й армии:
— в течение ночи 27-28 июня войска 9-й армии заняли исходное положение,
— ведётся подготовка к переправам и оборудование огневых позиций и командных пунктов,
— 71-й отдельный учебный батальон 4-й лтбр, перейдя в подчинение командира 37-го ск, занял исходное положение в районе с. Ташлык,
— в 176-й сд переправочно-десантные группы 404-го и 389-го сп выдвинулись к излучине реки Днестр,
— стрелково-пулемётный полк Тираспольского укреплённого района 55-го ск сосредоточен в с. Ясски.
В 11:00 после получения ответа румынского правительства советские войска получили новую задачу — без объявления войны занять Бессарабию и Северную Буковину.
В 14:00 войска Южного фронта начали операцию по занятию территории Северной Буковины и Бессарабии.
В 17.00 сводный стрелково-пулемётный полк Тираспольского Ура и сводный артполк Одесского артиллерийского училища готовились к форсированию р. Днестр.

#### 29 июня
В 3:00 на правом фланге 55-го корпуса севернее Днестровского лимана через р. Днестр переправлялись сводный стрелково-пулемётный полк Тираспольского Ура и сводный артполк Одесского артиллерийского училища.
Соседом слева от сводных полков УРа и училища подразделения 360-го стрелкового полка 74-й сд форсировали Днестр и заняли район Хан-Кишло.
К 6:00 на правом фланге 55-го корпуса через реку Днестр переправились части сводного стрелково-пулемётного полка Тираспольского УРа и сводного артполка Одесского артиллерийского училища, которые заняли район Коркмазы.
30 июня сводный стрелково-пулемётный полк Тираспольского УРа и сводный артполк Одесского артиллерийского училища находились в районе Коркмазы.
3 июля. Окончание похода в Бессарабию
В 14:00 советско-румынская граница была закрыта. Таким образом войска Южного фронта выполнили поставленную перед ними задачу. Главные силы приступили к изучению новых дислокации и плановой боевой и политической подготовке в занимаемых ими районах.
5 июля в связи с окончанием Бессарабского похода войска Южного фронта были приведены в состояние постоянной боевой готовности мирного времени.
10 июля было расформировано управление 9-й армии. (РГВА. Ф. 37977. Оп. 1. Д. 684. Л. 219,232; Д. 687. Л. 125.)

### 1941 год
Тираспольский укрепрайон, иначе 82-й УР (УР № 82), в составе 9-й отдельной армии входил в Первый Стратегический эшелон РККА. В ходе войны, части Тираспольского укрепленного района разделены между 9-й армией и Отдельной приморской армией.
Тираспольский УР имел главнейшими направлениями дубоссарское и григориопольское, где его глубина достигала 5-8 км. Правый фланг Тираспольского укрепрайона — отсечная позиция по речке Ягорлык, одновременно стык с Рыбницким укрепленным районом, от села Гояны укрепрайон шёл вниз по течению Днестра по его восточному берегу через Дубоссары — Григориополь — Тирасполь — Троицкое — Маяки. То есть левый фланг опирался на берег Днестровского лимана. Это самый левофланговый укрепрайон советской западной границы.
Его общая длина была 150 км по фронту и 4-6 км в глубину. Укрепрайон большей частью опирался на естественные препятствия — болотистые долины рек Днестр и Турунчук. На этих участках боевая глубина укрепрайона 1-3 км. В укрепрайоне к июню 1941 года 284 сооружения, рассчитанных на сопротивляемость 203-мм — 262 пулемётных и 22 артиллерийских.

## Обеспеченность вооружением, по результатам проверки Комиссией по проверке состояния УР
Станковые пулеметы: надо 690, есть 664. Ручные: надо 313, нет ни одного.
Противотанковые орудия — ни одного.
76-мм пушки (фран.): надо 6, есть 6.
76-мм капонирные пушки: надо 57, есть 41.
122-мм гаубицы: надо 3, есть 3.
120-мм пушки: надо 12, есть 12.
Прожекторы — 40 шт.
Перископы — 28 шт.

### Гарнизон мирного времени
1) Упр. Тираспольского укрепрайона; 2) 64-й пул. бат; 3) 72-й пул. бат.; 4) 181 отд. противотанковый д-н; 5) 181-я отд. рота связи; 6) 107-я отд. сап. рота; 7) Склад огнеприпасов; 8) 64-й отд. кон. взвод; 9) 72-й отд. кон. взвод; 10) 17-й отд. хим. взвод;

## Данные из отчета Комиссии по проверке состояния УР

### Количество огневых точек на 1934 год
Капониры пулеметные. на 1 пулемет — 43,
на 2 пул. — 77,
на 3 пул. − 133,
на 4 пул. — 1.
Орудийные. на 1 орудие — 2,
на 2 ор. — 12,
на 4 ор. — 3
ружейные — 208

### Данные из альбома батальонных районов
Пулеметные —
Фронтальные — тип Б − 1 шт.; М1 — 26 шт.; М2 — 114 (4 не приведены в готовность); М3 — 52 шт.; М4 — 19 шт. (не приведены в готовность).
Фланкирующие — Б — 1 шт.; М1 — 3 шт.; М2 — 7 шт.; М3 — 2 шт., МС (2-я буква нечитаема, вроде С) — 39 шт., М4 — 4 шт.
Орудийные —
Капониры м1 — 3 шт. Полукапониры М1 — 12 шт.
КНП тип Б — 4 шт.
Арт. НП тип М1 — 5 шт.
Насосная станция совмещенная с…
с убежищем − 2 шт.
с казематом — 3 шт.
Совмещенные убежища М2 — 1 шт., М3 — 1 шт.
Убежище М2 — 4 шт.
Убежище М3 — 22 шт.
Мины — 4 шт.(2 не готовы)
Орудийные площадки — 1 шт.
В Тираспольского укрепрайоне 9 батальонных + 2 ротных района:
- 1-й бат. район: Дубово — Гояны;
- 2-й бат. район: Роги — Маловата — Коржево;
- 3-й бат. район: Дубоссары — Карантин — Кошница — Дороцкое — Григориополь;
- 4-й бат. район: Григориополь — Ташлык;
- 5-й бат. район: Бутор — Спея — Красная Горка;
- 6-й бат. район: Красная Горка — Типканы;
- 7-й бат. район: Типканы — Парканы — Терновка;
- 8-й бат. район: Тирасполь — Слободзея;
- 9-й бат. район Слободзея — Короткое.
- Ротные районы: Троицкий и Маякский.

## Расформирование
8 сентября 1941 года Тираспольский укреплённый район был расформирован.